# Dąbrówki Breńskie (przystanek kolejowy)
Dąbrówki Breńskie – nieczynny przystanek kolejowy w Dąbrówkach Breńskich, w województwie małopolskim, w Polsce, na linii Tarnów – Szczucin koło Tarnowa. Znajduje się tu 1 peron.